# Tswa (langue)
Pour les articles homonymes, voir Tswa.
Le tswa est une langue bantoue parlée au Mozambique. Elle est proche du ronga et du tsonga.